# Hermann Ramsperger
Hermann Ramsperger (* 3. Dezember 1892 in Konstanz; † 17. Januar 1986 in Überlingen) war ein deutscher Polizeipräsident in Mannheim, Gleiwitz und Kattowitz zur Zeit des Nationalsozialismus sowie SS-Brigadeführer.

## Familie und Schulzeit
Hermann Konrad Friedrich Ramsperger wurde am 3. Dezember 1892 in Konstanz, im damaligen Großherzogtum Baden geboren. Seine Eltern waren der Kaufmann Fridolin Ramsperger und Hermine Ramsperger, geborene Mayer. Ramspergers Vater war gelernter Küfer, einer kleinen Schiffswerft, die Mutter Betreiberin eines Tante-Emma-Ladens gegenüber einer Kaserne. Hermann Ramsperger besuchte das Gymnasium in Konstanz und entschied sich, nach anfänglichem Wunsch, Forstmann zu werden für den Beruf des Juristen.

## Studium und Erster Weltkrieg
Ramsperger absolvierte nach der Reifeprüfung ein Studium der Rechtswissenschaft an den Universitäten Heidelberg, Tübingen und Freiburg. Er nahm als Freiwilliger am Ersten Weltkrieg teil und wurde mit dem Eisernen Kreuz I. und dem Eisernen Kreuz II. Klasse ausgezeichnet. Nach dem Ersten Weltkrieg kehrte er nach Heidelberg zurück, um dort sein juristisches Examen abzulegen, 1921 folgte seine Promotion zum Dr. jur. Die Dissertation schrieb er über die Jagd und Fischerei am Bodensee. Später trat als Jurist in den Polizeidienst ein.

## Berufliche Karriere
In den Jahren 1922–1929 arbeitete Ramsperger in der badischen Verwaltung und war, laut eigenen Angaben, in dieser Zeit in den Städten Überlingen, Messkirch, Pfullendorf, Engen und Villingen beschäftigt, bevor er zum Polizeipräsidium Karlsruhe versetzt wurde. Ramsperger übernahm als Regierungsrat die Leitung des badischen Landespolizeiamtes in Karlsruhe und löste Adolf Höllein ab, der wegen seiner Mitgliedschaft in der SPD entlassen wurde. Ramsperger setzte sich laut eigener Aussage für Höllein ein.
Für ein halbes Jahr leitete er kommissarisch die Politische Polizei in Baden, bevor er im Herbst 1933 vom badischen NS-Innenminister Karl Pflaumer feierlich zum Polizeipräsidenten von Mannheim ernannt wurde und den bisherigen kommissarischen Polizeipräsidenten Günther Sacksofsky ablöste.
Ramsperger blieb bis 1939 Polizeipräsident von Mannheim. Im November 1939 wurde er als Polizeipräsident nach Gleiwitz in Oberschlesien, im heutigen Polen, versetzt. Ramsperger war jedoch nur kurze Zeit Polizeipräsident in Gleiwitz, da er im Juli 1940 zur Wehrmacht eingezogen wurde. Er wurde bei den Luftnachrichten der Infanterie, zuerst in Frankreich eingesetzt und später mit seiner gesamten Abteilung in den Osten versetzt. Ramsperger war bis 1943 in der Wehrmacht und wurde danach wieder als Polizeipräsident in Gleiwitz eingesetzt, bevor er im selben Jahr als Polizeipräsident nach Kattowitz versetzt wurde. Die Versetzung nach Kattowitz erfolgte am 28. Juni 1943 nach dem plötzlichen Tod des bis dahin amtierenden Kattowitzer Polizeipräsidenten Wilhelm Metz. Seine Berufung zum Polizeipräsidenten in Kattowitz erfolgte auf persönliche Empfehlung des Oberschlesischen Gauleiters Fritz Bracht an Heinrich Himmler.
In seiner Funktion als Polizeipräsident unterstanden Ramsperger die Kriminalpolizei und die Gestapo. In Kattowitz unterstand seiner Dienststelle auch das Polizei Ersatz Gefängnis in Myslowitz, das zum einen als Untersuchungsgefängnis für die von der Gestapo inhaftierten Gefangenen diente, zum anderen als Übergangslager für die Überführung von Gefangenen in die Konzentrationslager.

## Mitglied der NSDAP und Allgemeinen SS
Im Zuge der Machtübernahme durch die Nationalsozialisten trat er am 1. März 1933 in die Allgemeine SS (SS-Nummer 71.847) und zum 1. Mai 1933 in die NSDAP ein (Mitgliedsnummer 1.895.282). Ramsperger trat laut eigenem Bekunden freiwillig in die NSDAP ein, da er dies als selbstverständlich ansah.

## Karriere in der Allgemeinen SS
Innerhalb der Allgemeinen SS stieg Ramsperger bis 1942 zum Brigadeführer auf. Ramsperger wurde am 5. Oktober 1933 zum SS-Untersturmführer und am 9. November 1938 nach drei Zwischenbeförderungen zum SS-Obersturmbannführer ernannt. Nach zwei weiteren Zwischenbeförderungen wurde Hermann Ramsperger am 1. Januar 1942 zum SS-Brigadeführer ernannt. Mit der Beförderung zum SS-Brigadeführer stieg Ramsperger in die Gruppe der SS-Spitzenbeamten auf, auch wenn der Rang des SS-Brigadeführers nur den untersten Rang der Spitzenbeamten darstellte. Als SS-Brigadeführer gehörte er dem Persönlichen Stab des Reichsführers-SS an.

## Nach 1945
Nach dem Ende des Zweiten Weltkrieges geriet Hermann Ramsperger in amerikanische Kriegsgefangenschaft. Im Rahmen der Entnazifizierung wurde ihm in der amerikanischen Zone der Prozess gemacht. Die Anklage sah seine Täterschaft als bewiesen an und plädierte dafür, ihn in die Gruppe der Hauptschuldigen einzureihen. Von der Spruchkammer 1948 wurde er in die Gruppe der Belasteten eingestuft.  Im Rahmen des Spruchkammerverfahrens wurde er zu einer Geld- und Gefängnisstrafe von mindestens 800 DM und drei Jahren Arbeitslager verurteilt. 
Laut Adressbuch war Hermann Ramsperger von 1945 bis 1976 in Mannheim in einer Wohnung in der Stresemannstraße 19 gemeldet, Eigentümerin der Wohnung war Wilhelmine Speer, die Mutter von Albert Speer. 1976 bezog Ramsperger eine Eigentumswohnung am Stephanieufer in Mannheim-Lindenhof.
Hermann Ramsperger verstarb am 17. Januar 1986 im Alter von 93 Jahren in Überlingen am Bodensee.